# Unité urbaine d'Auxerre
L'unité urbaine d'Auxerre est une unité urbaine française centrée sur Auxerre, préfecture et première ville du département de l'Yonne, dans la région Bourgogne-Franche-Comté.

## Données générales
En 2010, selon l'Insee, l'unité urbaine était composée de trois communes.
En 2020, à la suite d'un nouveau zonage, elle est composée des trois mêmes communes.
En 2022, avec 42 525 habitants, elle représente la 1re unité urbaine du département de l'Yonne et occupe le 7e rang dans la région Bourgogne-Franche-Comté.
En 2020, sa densité de population s'élève à 534 hab/km2. Par sa superficie, elle ne représente que 1,05 % du territoire départemental mais, par sa population, elle regroupe 12,42 % de la population du département de l'Yonne.

## Composition de l'unité urbaine en 2020
Elle est composée des trois communes suivantes :
| Nom                       | Code Insee | Département | Statut       | Superficie (km2) | Population (dernière pop. légale) | Densité (hab./km2) | Modifier                                    |
| ------------------------- | ---------- | ----------- | ------------ | ---------------- | --------------------------------- | ------------------ | ------------------------------------------- |
| Auxerre (ville-centre)    | 89024      | Yonne       | ville-centre | 49,95            | 35 236 (2022)                     | 705                | modifier les données · modifier les données |
| Monéteau                  | 89263      | Yonne       | banlieue     | 18,19            | 4 113 (2022)                      | 226                | modifier les données · modifier les données |
| Saint-Georges-sur-Baulche | 89346      | Yonne       | banlieue     | 9,60             | 3 176 (2022)                      | 331                | modifier les données · modifier les données |

## Évolution démographique
| 1968   | 1975   | 1982   | 1990   | 1999   | 2009   | 2014   | 2020   |
| ------ | ------ | ------ | ------ | ------ | ------ | ------ | ------ |
| 39 412 | 44 173 | 45 947 | 46 244 | 45 171 | 43 923 | 42 154 | 41 486 |

#### Données générales
- Unité urbaine
- Aire d'attraction d'une ville
- Aire urbaine (France)
- Liste des unités urbaines de France

#### Données démographiques en rapport avec l'unité urbaine d'Auxerre
- Aire d'attraction d'Auxerre
- Arrondissement d'Auxerre

#### Données démographiques en rapport avec l'Yonne
- Démographie de l'Yonne